# Julie Vlasto
Pénélope Julie "Diddie" Vlasto Serpieri (pronunciación en francés: [ʒyli vlastɔ]; 8 de agosto de 1903 – 2 de marzo de 1985) fue una tenista de Francia. Ganó la medalla de plata en los Juegos Olímpicos de París en 1924 en individuales femeninos, perdiendo la final contra Helen Wills Moody. Vlasto también ganó la versión del campeonato nacional francés en 1924 que estaba abierta solo a nacionales franceses. Fue pareja de dobles de Suzanne Lenglen en muchos torneos de dobles durante principios de los años 1920.
Nació como Pénélope Julie Vlasto el 8 de agosto de 1903, en Marsella, Francia.
Según Arthur Wallis Myers del Daily Telegraph y Daily Mail, Vlasto estuvo clasificada entre las diez mejores del mundo en 1923 y 1926, alcanzando su mejor puesto en el mundo, el número 8, en 1923.
Se casó con Jean-Baptiste Serpieri el 17 de febrero de 1927.

## Finales de Grand Slam

### Dobles (2 títulos)
| Resultado | Año  | Campeonato                   | Superficie | Pareja          | Oponentes                  | Marcador       |
| --------- | ---- | ---------------------------- | ---------- | --------------- | -------------------------- | -------------- |
| Victoria  | 1925 | Torneo de Roland Garros 1925 | Arcilla    | Suzanne Lenglen | Kitty McKane Evelyn Colyer | 6–1, 9–11, 6–2 |
| Victoria  | 1926 | Torneo de Roland Garros 1926 | Arcilla    | Suzanne Lenglen | Kitty McKane Evelyn Colyer | 6–1, 6–1       |

### Dobles mixtos (1 subcampeonato)
| Resultado | Año  | Campeonato                   | Superficie | Pareja       | Oponentes                       | Marcador |
| --------- | ---- | ---------------------------- | ---------- | ------------ | ------------------------------- | -------- |
| Derrota   | 1925 | Torneo de Roland Garros 1925 | Arcilla    | Henri Cochet | Suzanne Lenglen Jacques Brugnon | 2–6, 2–6 |

## Cronología de torneos de Grand Slam en individuales
| G | F | SF | CF | #R | RR | Q# | DNQ | A | NH |

(G) ganador; (F) finalista; (SF) semifinalista; (CF) cuartofinalista; (#R) rondas 4, 3, 2, 1; (RR) round-robin; (Q#) ronda de clasificación; (NC) no calificó; (A) ausente; (NS) no sostenido; (PA) porcentaje de acertamiento (eventos ganados / competido); (V–D) récord de victorias y derrotas.
| Torneo         | 1923  | 1924  | 1925  | 1926  | 1927  | 1928  | 1929  | 1930  | 1931  | Carrera SR |
| -------------- | ----- | ----- | ----- | ----- | ----- | ----- | ----- | ----- | ----- | ---------- |
| Australia      | A     | A     | A     | A     | A     | A     | A     | A     | A     | 0 / 0      |
| Francia1       | CF    | NH    | SF    | 2R    | A     | A     | A     | A     | 1R    | 0 / 4      |
| Wimbledon      | 4R    | A     | A     | SF    | A     | A     | 2R    | 1R    | A     | 0 / 4      |
| Estados Unidos | A     | A     | A     | A     | A     | A     | A     | A     | A     | 0 / 0      |
| SR             | 0 / 2 | 0 / 0 | 0 / 1 | 0 / 2 | 0 / 0 | 0 / 0 | 0 / 1 | 0 / 1 | 0 / 1 | 0 / 8      |

1Hasta 1923, los Campeonatos de Francia estaban abiertos solo para los nacionales franceses. Los Campeonatos del Mundo en Pista Dura (WHCC), que en realidad se jugaban en tierra batida en París o Bruselas, comenzaron en 1912 y estaban abiertos a todas las nacionalidades. Aquí se muestran los resultados de ese torneo para 1923. Las Olimpiadas reemplazaron a los WHCC en 1924, ya que las Olimpiadas se celebraron en París. A partir de 1925, los Campeonatos de Francia estuvieron abiertos a todas las nacionalidades, con los resultados mostrados aquí a partir de ese año.